# Hỗ trợ pháo kích hải quân

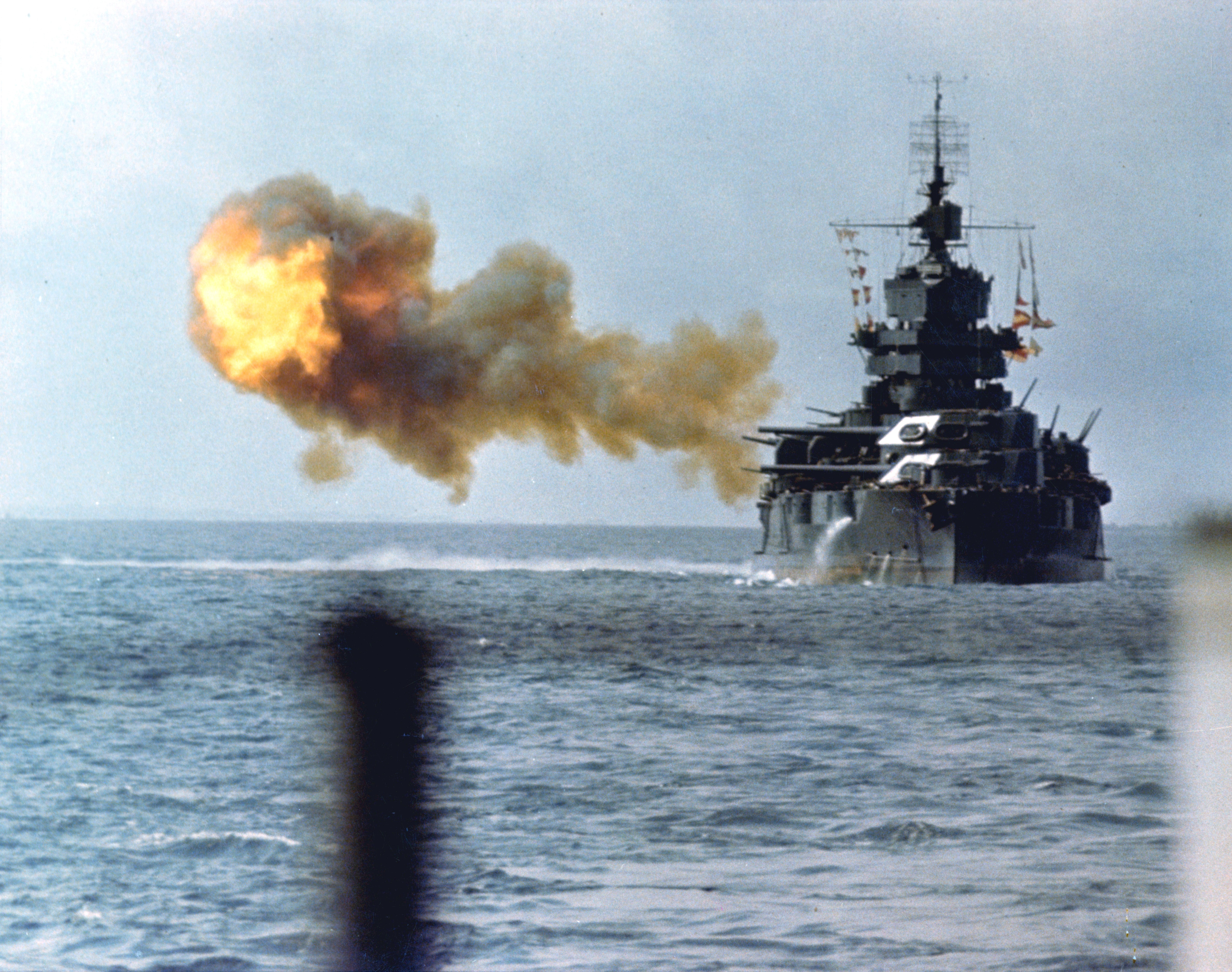
USS Idaho (BB-42) của Hải quân Hoa Kỳ bắn phá hệ thống phòng thủ của Nhật Bản tại Okinawa vào ngày 1 tháng 4 năm 1945.

Hỗ trợ pháo kích hải quân (hay bắn phá ven bờ) là việc sử dụng pháo của hải quân tiến hành pháo kích để hỗ trợ hỏa lực cho cuộc tấn công đổ bộ và hỗ trợ các hoạt động khác trong phạm vi của hải pháo.
Đây là một trong ba hình thức chính hỗ trợ hỏa lực từ hải quân, cùng với hỏa lực hỗ trợ của tên lửa và máy bay.

## Lịch sử
Ghi nhận về việc sử dụng sớm nhất của hoạt động bắn phá ven bờ là trong Cuộc bao vây Calais vào năm 1347 khi Edward III của Anh triển khai các tàu chở đại bác và các loại pháo khác.
Một loại tàu sớm nhất được thiết kế cho mục đích bắn phá ven bờ là tàu bom (Bomb vessel), được sử dụng trong suốt thế kỷ 17. Đây là những con tàu nhỏ có vũ khí chính là một hoặc hai súng cối cỡ lớn, bắn đạn nổ ở góc cao. Chúng thường là loại thuyền chèo, vì vậy bị hạn chế sử dụng ngoài vai trò bắn phá ven bờ. Tuy vậy, các tàu nhỏ được trang bị súng cối lớn đã được sử dụng cho tới tận cuộc Nội chiến Hoa Kỳ, khi Hải quân Liên minh miền Nam Hoa Kỳ sử dụng chúng trong một số cuộc tấn công dọc bờ biển.
Trong thế kỷ 18, một loại tàu đặc biệt khác được gọi là Floating battery đã được phát minh để dùng bắn phá ven bờ biển. Việc sử dụng sớm nhất của chúng là bởi Pháp và Tây Ban Nha trong Cuộc bao vây Gibraltar (1779-1782). Trong Chiến tranh Napoléon, Hải quân Hoàng gia Anh đã sử dụng một số tàu thuộc lớp Musquito và lớp Firm. Đó là các tàu hải quân mang súng dài hoặc súng carronades. Floating battery được cả Pháp và Anh sử dụng trong Chiến tranh Crimea và được sử dụng bởi cả hai phe trong cuộc Nội chiến Hoa Kỳ. 